# Левоша
Левоша (рус. Левоша) малена је река на западу европског дела Руске Федерације. Протиче преко централних делова Псковске области, односно преко јужних делова њеног Порховског рејона. Десна је притока реке Лиственке (притоке Черјохе), те део басена реке Нарве, односно Финског залива Балтичког мора са којима је повезана преко басена реке Великаје. У Лиственку се улива на 6. километру њеног тока узводно од ушћа.
Укупна дужина водотока је 24 km, а површина сливног подручја 107 km². Најважнија притока је река Мутња (14 km) која се улива у Левошу као њена лева притока на 4. километру узводно од ушћа.